# Masters de Madrid 2015

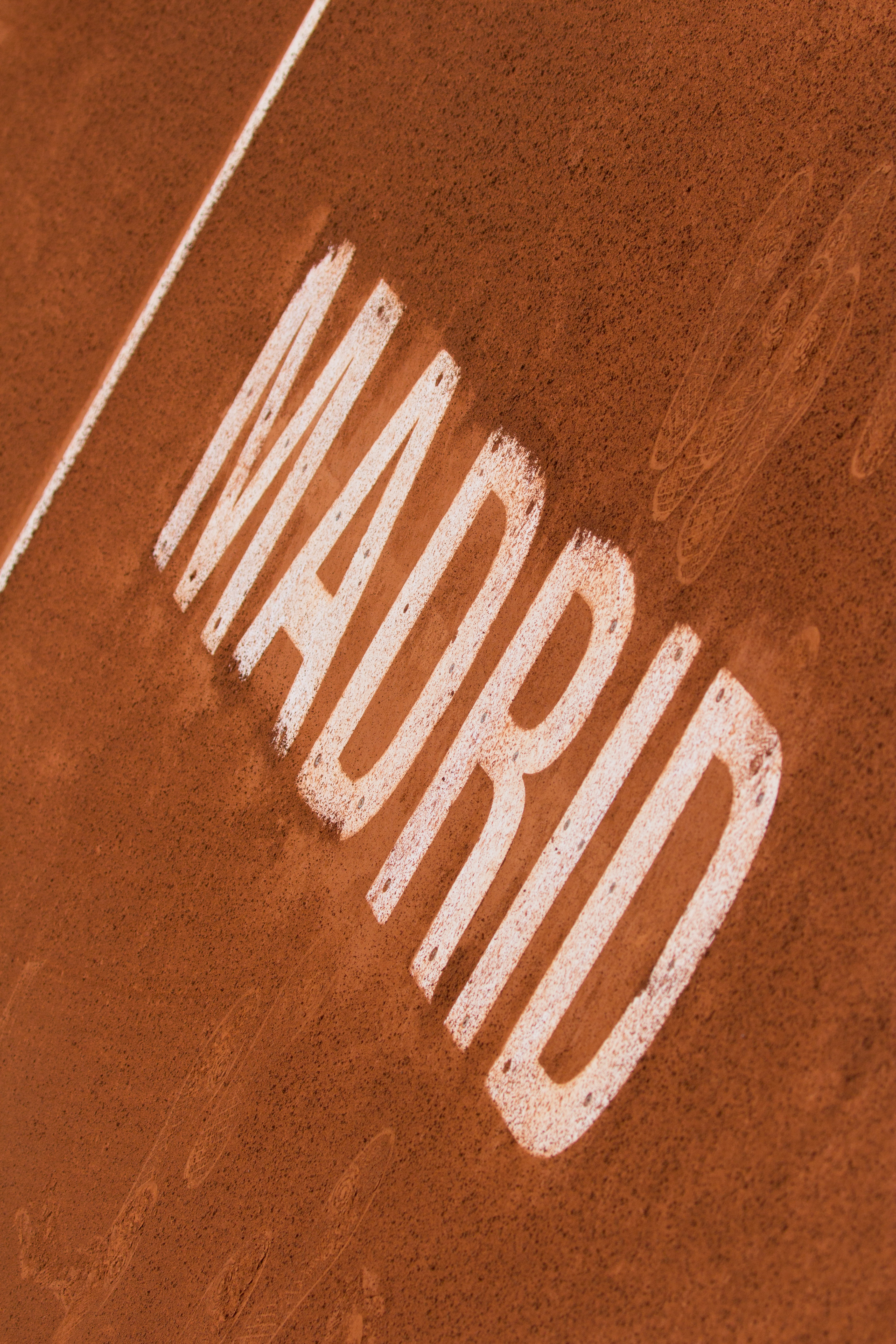
Madrid sobre la arcilla.

El Mutua Madrid Open 2015 es un torneo de tenis ATP World Tour Masters 1000 en su rama masculina y WTA Premier Mandatory en la femenina. Se disputó en Madrid (España), en canchas de tierra batida, en el recinto de la Caja Mágica; siendo al lado del Internazionali BNL d'Italia las grandes citas previas al Segundo Grand Slam del año el Torneo de Roland Garros.

## Puntos y premios en efectivo

### Distribución de puntos
| Evento                  | G    | F   | SF  | CF  | Ronda de 16 | Ronda de 32 | Ronda de 64 | Q  | Q2 | Q1 |
| Individuales masculinos | 1000 | 600 | 360 | 180 | 90          | 45          | 10          | 25 | 16 | 0  |
| Dobles masculinos       | 1000 | 600 | 360 | 180 | 90          | 0           | —           | —  | —  | —  |
| Individuales femeninos  | 1000 | 650 | 390 | 215 | 120         | 65          | 10          | 30 | 20 | 2  |
| Dobles femeninos        | 1000 | 650 | 390 | 215 | 120         | 10          | —           | —  | —  | —  |

### Premios en efectivo
| Evento                  | G | F | SF | CF | Ronda de 16 | Ronda de 32 | Ronda de 64 | Q2 | Q1 |
| Individuales masculinos |   |   |    |    |             |             |             |    |    |
| Individuales femeninos  |   |   |    |    |             |             |             |    |    |
| Dobles masculinos       |   |   |    |    |             |             | —           | —  | —  |
| Dobles femeninos        | — | — | —  |    |             |             |             |    |    |

## Cabezas de serie

### Individuales masculino

#### Cabezas de serie
| Cab. | Rk. | Jugador               | Puntos antes | Puntos que defender | Puntos ganados | Puntos después | Actuación en el Torneo                            |
| ---- | --- | --------------------- | ------------ | ------------------- | -------------- | -------------- | ------------------------------------------------- |
| 1    | 2   | Roger Federer         | 8385         | 0                   | 10             | 8395           | Segunda ronda, perdió ante Nick Kyrgios           |
| 2    | 3   | Andy Murray           | 6060         | 90                  | 1000           | 6970           | Campeón, derrotó a Rafael Nadal [3]               |
| 3    | 4   | Rafael Nadal          | 5390         | 1000                | 600            | 4990           | Final, perdió ante Andy Murray [2]                |
| 4    | 5   | Kei Nishikori         | 5280         | 600                 | 360            | 5040           | Semifinales, perdió ante Andy Murray [2]          |
| 5    | 6   | Milos Raonic          | 5070         | 90                  | 180            | 5160           | Cuartos de final, perdió ante Andy Murray [2]     |
| 6    | 7   | Tomáš Berdych         | 4960         | 180                 | 360            | 5140           | Semifinales, perdió ante Rafael Nadal [3]         |
| 7    | 8   | David Ferrer          | 4490         | 360                 | 180            | 4310           | Cuartos de final, perdió ante Kei Nishikori [4]   |
| 8    | 9   | Stan Wawrinka         | 3495         | 45                  | 90             | 3540           | Tercera ronda, perdió ante Grigor Dimitrov [10]   |
| 9    | 10  | Marin Čilić           | 3405         | 90                  | 45             | 3360           | Segunda ronda, perdió ante Fernando Verdasco      |
| 10   | 11  | Grigor Dimitrov       | 2985         | 90                  | 90             | 3075           | Cuartos de final, perdió ante Rafael Nadal [3]    |
| 11   | 12  | Feliciano López       | 2380         | 180                 | 10             | 2245           | Segunda ronda, perdió ante Leonardo Mayer         |
| 12   | 14  | Jo-Wilfried Tsonga    | 2045         | 45                  | 90             | 2090           | Tercera ronda, perdió ante Tomáš Berdych [6]      |
| 13   | 15  | Gaël Monfils          | 2020         | 0                   | 45             | 2065           | Segunda ronda, perdió ante Marcel Granollers [WC] |
| 14   | 16  | Roberto Bautista Agut | 1985         | 360                 | 90             | 1715           | Tercera ronda, perdió ante Kei Nishikori [4]      |
| 15   | 17  | Kevin Anderson        | 1960         | 45                  | 10             | 1925           | Primera ronda, perdió ante Simone Bolelli         |
| 16   | 18  | John Isner            | 1765         | 90                  | 180            | 1855           | Cuartos de final, perdió ante Tomáš Berdych [16]  |

#### Bajas masculinas
| Ranking | Jugador        | Puntos antes | Puntos que defender | Puntos ganados | Puntos después | Baja debido a |
| ------- | -------------- | ------------ | ------------------- | -------------- | -------------- | ------------- |
| 1       | Novak Djokovic | 13845        | 0                   | 0              | 13845          |               |
| 13      | Gilles Simon   | 2255         | 45                  | 0              | 2210           |               |

### Dobles masculino
| Tenistas                                | Ranking | Preclasificado |
| Bob Bryan Mike Bryan                    | 2       | 1              |
| Ivan Dodig Marcelo Melo                 | 9       | 2              |
| Vasek Pospisil Jack Sock                | 13      | 3              |
| Julien Benneteau Édouard Roger-Vasselin | 18      | 4              |
| Jean-Julien Rojer Horia Tecău           | 22      | 5              |
| Marcin Matkowski Nenad Zimonjić         | 26      | 6              |
| Daniel Nestor Leander Paes              | 30      | 7              |
| Simone Bolelli Fabio Fognini            | 33      | 8              |

### Individuales femeninos

#### Cabezas de serie
| Cab. | Rank. | Jugadora             | Puntos antes | Puntos que defender | Puntos ganados | Puntos después | Actuación en el Torneo                               |
| ---- | ----- | -------------------- | ------------ | ------------------- | -------------- | -------------- | ---------------------------------------------------- |
| 1    | 1     | Serena Williams      | 9981         | 215                 | 390            | 10 156         | Semifinales, perdió ante Petra Kvitová [4]           |
| 2    | 2     | Simona Halep         | 7755         | 650                 | 10             | 7115           | Primera ronda, perdió ante Alizé Cornet              |
| 3    | 3     | María Sharápova      | 7525         | 1000                | 390            | 6970           | Seminales, perdió ante Svetlana Kuznetsova           |
| 4    | 4     | Petra Kvitová        | 6060         | 390                 | 1000           | 6670           | Campeona, venció a Svetlana Kuznetsova               |
| 5    | 5     | Caroline Wozniacki   | 4790         | 65                  | 215            | 4940           | Cuartos de final, perdió ante María Sharápova [3]    |
| 6    | 6     | Eugenie Bouchard     | 4122         | 10                  | 10             | 4122           | Primera ronda, perdió ante Barbora Strýcová          |
| 7    | 7     | Ana Ivanović         | 4000         | 215                 | 120            | 3905           | Tercera ronda, perdió ante Carla Suárez Navarro [10] |
| 8    | 8     | Yekaterina Makárova  | 3465         | 10                  | 10             | 3465           | Primera ronda, perdió ante Svetlana Kuznetsova       |
| 9    | 9     | Agnieszka Radwańska  | 3345         | 390                 | 120            | 3130           | Tercera ronda, perdió ante Caroline Wozniacki [5]    |
| 10   | 10    | Carla Suárez Navarro | 3335         | 120                 | 215            | 3430           | Cuartos de final, perdió ante Serena Williams [1]    |
| 11   | 11    | Andrea Petković      | 3260         | 10                  | 65             | 3315           | Segunda ronda, retiro ante Irina-Camelia Begu        |
| 12   | 12    | Angelique Kerber     | 3230         | 10                  | 10             | 3230           | Primera ronda, perdió ante Samantha Stosur           |
| 13   | 13    | Lucie Šafářová       | 2895         | 120                 | 215            | 2990           | Cuartos de final, perdió ante Svetlana Kuznetsova    |
| 14   | 14    | Karolína Plíšková    | 2875         | (40)                | 65             | 2900           | Segunda ronda, perdió ante Caroline Garcia           |
| 15   | 15    | Sara Errani          | 2720         | 120                 | 65             | 2665           | Segunda ronda, perdió ante Anastasia Pavliuchénkova  |
| 16   | 16    | Venus Williams       | 2591         | 0                   | 10             | 2601           | Primera ronda, perdió ante Victoria Azarenka         |

### Dobles femeninos
| Tenista                               | Ranking | Preclasificada |
| Martina Hingis Sania Mirza            | 5       | 1              |
| Yekaterina Makárova Yelena Vesniná    | 14      | 2              |
| Garbiñe Muguruza Carla Suárez Navarro | 22      | 3              |
| Hsieh Su-wei Flavia Pennetta          | 25      | 4              |
| Raquel Kops-Jones Abigail Spears      | 28      | 5              |
| Caroline Garcia Katarina Srebotnik    | 38      | 6              |
| Bethanie Mattek-Sands Lucie Šafářová  | 41      | 7              |
| Andrea Hlaváčková Lucie Hradecká      | 44      | 8              |

## Campeones

### Individuales masculinos
Andy Murray venció a  Rafael Nadal por 6-3, 6-2

### Individuales femeninos
Petra Kvitová venció a  Svetlana Kuznetsova por 6-1, 6-2

### Dobles masculinos
Rohan Bopanna /  Florin Mergea vencieron a  Marcin Matkowski /  Nenad Zimonjić por 6-2, 6-7(5), [11-9]

### Dobles femeninos
Casey Dellacqua /  Yaroslava Shvédova vencieron a  Garbiñe Muguruza /  Carla Suárez Navarro por 6-3, 6-7(4), [10-5]